# Svarta hingsten (bokserie)
Svarta hingsten (The Black Stallion) är en amerikansk ungdomsboksserie om 20 böcker, skriven av Walter Farley. Böckerna handlar om pojken Alec Ramsay och hans vänskap med en svart arabisk häst. Serien har fortsatts av dennes son Steven Farley, som även skrivit en serie om Svarta hingstens unga år. Böckerna har blivit filmatiserade och även gjorts till en tecknad serie.

## Böckerna i serien
Enbart Walter Farleys böcker har blivit översatta till svenska, i olika omgångar, och av olika förlag. Någon komplett utgivning har inte genomförts.

### Av Walter Farley
1. Den svarta hingsten (The Black Stallion, 1941)
2. Svarta hingsten kommer tillbaka (The Black Stallion Returns, 1945)
3. Svarta hingstens son (Son of the Black Stallion, 1947)
4. Eldfuxen (The Island Stallion, 1948)
5. Svarta hingsten triumferar (The Black Stallion and Satan, 1949)
6. Svarta hingstens travföl (The Blood Bay Colt, 1951)
7. Eldfuxens vrede (The Island Stallion's Fury, 1951)
8. Svarta hingsten och argbiggan (The Black Stallion's Filly, 1952)
9. Svarta hingsten gör uppror (The Black Stallion Revolts, 1953)
10. Signal, svarta hingstens son (The Black Stallion's Sulky Colt, 1954)
11. Outgiven på svenska (The Island Stallion Races, 1955)
12. Svarta hingsten tävlar igen (The Black Stallion's Courage, 1956)
13. Svarta hingsten-mysteriet (The Black Stallion Mystery, 1957)
14. Hästtämjaren (The Horse Tamer, 1958)
15. Svarta hingsten och vildhästarna (The Black Stallion and Flame, 1960)
16. Svarta Hingsten möter Eldfuxen (The Black Stallion Challenged, 1964)
17. Outgiven på svenska (The Black Stallion's Ghost, 1969)
18. Svarta hingsten och flickan (The Black Stallion and the Girl, 1971)
19. Outgiven på svenska (The Black Stallion Legend, 1983)
20. Outgiven på svenska (The Young Black Stallion, 1989, tillsammans med Steven Farley)

### Av Steven Farley
1. The Black Stallion's Steeplechaser (1997)
2. The Black Stallion's Shadow (2000)
3. The Black Stallion and the Shapeshifter (2010)
4. The Black Stallion and the Lost City (2011)

#### The Young Black Stallion
1. The Promise
2. A Horse Called Raven
3. The Homecoming
4. Wild Spirit
5. The Yearling
6. Hard Lessons

## Filmatiseringar
Den första, andra och sista av Walter Farleys 20 originalböcker har filmatiserats.
- Svarta hingsten (The Black Stallion, 1979)
- Svarta hingsten kommer tillbaka (The Black Stallion Returns, 1983)
- Svarta hingstens första äventyr (The Young Black Stallion, 2003)

1990-93 visades också den kanadensiska tv-serien The Adventures of the Black Stallion, baserad på bokserien.

## Den tecknade serien
De franska serieskaparna Robert Génin och Michel Faure skapapade på 1980-talet en tecknad serie, L'Étalon noir, baserad på Farleys böcker. De fem första gavs ut på svenska av Bonniers Juniorförlag 1983-85, översatta av Jerk Sander.
1. Svarta Hingsten – Vildhästen (L'étalon Noir, 1982)
2. Svarta Hingstens återkomst (Black contre Satan, 1982)
3. Svarta Hingsten – Segraren (Le désert de la mort, 1983)
4. Svarta Hingstens vrede (Black le rebelle, 1984)
5. Svarta Hingsten blir kidnappad (Black et le fantôme, 1984)
6. Outgiven på svenska (Black le Champion, 1985)